# HBD
Humberto Bejarano Delgado (San Miguel, Lima; 2 de marzo de 1995), más conocido como HBD o Detodoy Rap, es un youtuber, rapero, locutor y comunicador audiovisual peruano.

## Trayectoria
Comenzó su carrera artística en 2009, al publicar su primera maqueta "De repente"; este es el inicio de una trilogía de maquetas cuyos títulos generan uno solo: "De repente -esperé- algo inesperado". En 2014 participó en el Festival Pura Calle. Por otra parte, en 2012, publicó en su canal de YouTube, "Detodoy Rap", su primer blog sobre rap, siendo un precursor en el contenido audiovisual de rap en YouTube. HBD recibió el botón de plata y de oro de YouTube. Entre 2020 y 2021 condujo, junto al actor y locutor Guille Castañeda, el primer programa de radio FM enteramente sobre freestyle en Perú: "La réplica", en la emisora Studio_92. En 2022 publicó su disco Azul Oscuro completo.
Hizo la licenciatura en "Comunicación Audiovisual" en la PUCP (Pontificia Universidad Católica del Perú).

#### Vida personal
Hijo de 2 peruanos: madre contadora y padre abogado; tiene un hermano apodado "Coco", que también es abogado como su padre.

### Red Bull Batalla de los Gallos y FMS
- Fue juez de FMS Internacional en 2020 y 2021, y actualmente de FMS Perú (temporada 2020-2021).[6][7][8]
- Fue juez de varias regionales de Red Bull Batalla De Los Gallos Perú, en 2017 y 2018.[9][10]

## Discografía
| Año  | Título                  |
| ---- | ----------------------- |
| 2009 | De repente              |
| 2011 | Esperé                  |
| 2013 | Algo inesperado         |
| 2014 | El loco amor consumible |
| 2015 | Un minuto más           |
| 2022 | Azul Oscuro             |

| Año  | Título                          | Featuring                    |  |
| ---- | ------------------------------- | ---------------------------- |  |
| 2015 | Dar                             |                              |  |
| 2016 | Canción en memoria a Canserbero |                              |  |
| 2018 | Mi trap                         |                              |  |
| 2018 | Mi revolución                   |                              |  |
| 2018 | El robot bajo la lluvia         |                              |  |
| 2019 | Triste melodía                  |                              |  |
| 2019 | Nostalgia del futuro            |                              |  |
| 2020 | La vida es de todo y... rap     |                              |  |
| 2020 | Virus                           |                              |  |
| 2020 | No sé de ti                     |                              |  |
| 2020 | Perú hay que cuidarnos          | Jaze, Stick, Strike y Lyrico |  |
| 2021 | Todo normal, nada bien          |                              |  |
| 2022 | Incendiar la ciudad             | No Recomendable              |  |
| 2024 | Bosquejos                       |                              |  |
| 2024 | Queda Recordar                  |                              |  |